# What's Going On
What's Going On é um álbum de soul do cantor norte-americano Marvin Gaye, lançado em  21 de maio de 1971. O LP refletiu o início de uma nova tendência na soul music norte-americana. Com letras introspectivas sobre o abuso nas drogas, a pobreza e a Guerra do Vietnã, ele  tornou-se imediatamente uma sensação e é considerado, pela crítica, não só um marco da música pop, como também um dos maiores álbuns de todos os tempos.
Em 2020, What's Going On foi considerado pela revista americana Rolling Stone o maior álbum de todos os tempos substituindo Sgt. Pepper's Lonely Hearts Club Band, de The Beatles, além de integrar a lista dos 200 álbuns definitivos no Rock and Roll Hall of Fame.

## História
A morte da parceira musical Tammi Terrell, no início de 1970, havia sido o estopim para Marvin Gaye interromper sua carreira musical, que há muito tempo o incomodava. Apesar do grande sucesso artístico, Marvin estava descontente com seu trabalho, que considerava irrelevante, especialmente frente às transformações sociais pela quais viviam os Estados Unidos no final da década de 1960. Os atritos de Marvin com a direção da Motown a respeito de suas ambições artísticas passaram a ser constantes desde então até o final da relação entre ambos. Como fruto dessas discussões e da reclusão de Marvin, surgiria What's Going On, disco que mudaria os rumos da música negra norte-americana. Incorporando elementos do jazz e a música clássica, com um forte elemento percussivo, o LP é um apanhando de reflexões sobre as profundas crenças espirituais do artista, entre as quais a pobreza, corrupção policial e principalmente as mazelas da Guerra do Vietnã, uma das maiores preocupações de Gaye.
Satisfeito com o resultado de seu trabalho como produtor do álbum do grupo Originals, Gaye desejava mais liberdade artística para produzir a si mesmo. Confiante, ele entrou nos estúdios em 1 de junho de 1970 para gravar as canções "What's Going On", "God is Love" e "Sad Tomorrows" — uma versão inicial da canção "Flying High (In the Friendly Sky)". Gaye pediu a Motown que lançasse o single de "What's Going On", mas o presidente da gravadora (e também seu cunhado), Berry Gordy, recusou-se a atender o cantor, alegando que a canção não tinha apelo comercial. Revoltado, Gaye exigiu que Gordy mudasse de ideia, caso contrário não gravaria mais nenhuma canção. Pressionado, o chefão da Motown acabou por ceder aos anseios de Marvin. A gravadora lançou em janeiro de 1971 o single de "What's Going On", que fez grande sucesso comercial. Gordy requisitou a Marvin um álbum com canções similares.
O álbum What's Going On tornou-se um dos mais importantes da carreira de Gaye e é até hoje seu trabalho mais conhecido. Tanto em termos de som (influenciada pelo funk e pelo jazz) e de conteúdo das letras (fortemente espiritual), o álbum representou uma aproximação com seus trabalhos iniciais na Motown. Além da faixa-título, "Mercy Mercy Me" e "Inner City Blues (Make Me Wanna Holler)" atingiram o Top 10 Pop Hits e o primeiro lugar da lista R&B da Billbaord. What's Going On é formado por nove consistentes canções - a maior parte dela ligadas a outra. O álbum é narrado pelo ponto de vista de um veterano da Guerra do Vietnã, que retornava ao seu país após ter lutado por este, onde ele encontra nada além de injustiça, sofrimento e ódio. O irmão de Gaye, Frankie, havia returnado do país asiático em 1970, após servir as Forças Armadas dos Estados Unidos durante três anos.
O sucesso comercial do disco garantiu a Gaye o total controle sobre seu próprio trabalho. Mais do que isso, ajudou outros artistas da Motown a assumir o controle de seu próprio destino, como foi o caso de Stevie Wonder.
What's Going On é também o primeiro álbum em que a principal banda de estúdio da Motown Records, conhecida como The Funk Brothers, recebeu créditos oficiais. Críticos, artista e público em todo o mundo costumam eleger What's Going On como um dos mais importantes discos da história da música pop, sendo considerado por muitos como um dos melhores de todos os tempos.

## Lista das faixas
- Todas as canções foram produzidas por Marvin Gaye:

### Lado A
1. "What's Going On" (Al Cleveland, Marvin Gaye, Renaldo Benson) – 3:52
2. "What's Happening Brother" (James Nyx, M. Gaye) – 2:44
3. "Flyin' High (In the Friendly Sky)" (M. Gaye, Anna Gordy Gaye, Elgie Stover) – 3:49
4. "Save the Children" (Cleveland, M. Gaye, Benson) – 4:03
5. "God Is Love" (M. Gaye, A. Gaye, Stover, Nyx) – 1:49
6. "Mercy Mercy Me (The Ecology)" (M. Gaye) – 3:14

### Lado B
1. "Right On" (Earl DeRouen, M. Gaye) – 7:31
2. "Wholy Holy" (Cleveland, M. Gaye, Benson) – 3:08
3. "Inner City Blues (Make Me Wanna Holler)" (M. Gaye, Nyx) – 5:26